# Maccabi Tel Aviv B.C. 2023-2024
Questa voce raccoglie le informazioni riguardanti il Maccabi Tel Aviv B.C. nelle competizioni ufficiali della stagione 2023-2024.

## Stagione
La stagione 2023-2024 del Maccabi Tel Aviv B.C. è la 70ª nel massimo campionato israeliano di pallacanestro, la Ligat ha'Al.
A causa della guerra in Palestina iniziata il 7 ottobre 2023, il Maccabi Tel Aviv giocherà le partite casalinghe a Belgrado, presso l'Hala Aleksandar Nikolić.

## Roster
Aggiornato al 16 agosto 2023
| Maccabi Playtika Tel Aviv 2023-24 | Maccabi Playtika Tel Aviv 2023-24 |
| Giocatori                         | Staff tecnico                     |
| --------------------------------- | --------------------------------- |

| N. | Naz.                                        | Ruolo | Nome                  | Anno | Alt.   | Peso   |  |
| -- | ------------------------------------------- | ----- | --------------------- | ---- | ------ | ------ |  |
| 1  | Stati Uniti (bandiera)                      | GA    | Antonius Cleveland    | 1994 | 196 cm | 90 kg  |  |
| 3  | Stati Uniti (bandiera)                      | AG    | James Webb            | 1993 | 206 cm | 95 kg  |  |
| 4  | Stati Uniti (bandiera) · Spagna (bandiera)  | P     | Lorenzo Brown         | 1990 | 196 cm | 86 kg  |  |
| 5  | Stati Uniti (bandiera)                      | P     | Wade Baldwin          | 1996 | 193 cm | 91 kg  |  |
| 8  | Israele (bandiera)                          | AP    | Rafi Menco            | 1994 | 200 cm | 100 kg |  |
| 9  | Israele (bandiera)                          | C     | Roman Sorkin          | 1996 | 208 cm | 104 kg |  |
| 12 | Stati Uniti (bandiera) · Israele (bandiera) | PG    | John DiBartolomeo (C) | 1991 | 183 cm | 79 kg  |  |
| 13 | Stati Uniti (bandiera) · Israele (bandiera) | AG    | Ben Carter            | 1994 | 204 cm | 104 kg |  |
| 14 | Cuba (bandiera)                             | AC    | Jasiel Rivero         | 1993 | 206 cm | 100 kg |  |
| 15 | Stati Uniti (bandiera) · Israele (bandiera) | AC    | Jake Cohen            | 1990 | 210 cm | 107 kg |  |
| 16 | Israele (bandiera)                          | G     | Shachar Doron         | 2005 | 195 cm |        |  |
| 17 | Israele (bandiera)                          | G     | Omer Mayer            | 2006 | 190 cm |        |  |
| 18 | Israele (bandiera)                          | AP    | Roi Behar             | 2005 | 197 cm |        |  |
| 19 | Israele (bandiera)                          | G     | Yaron Goldman         | 2006 | 195 cm |        |  |
| 20 | Israele (bandiera)                          | G     | Ziv Berko             | 2006 | 194 cm |        |  |
| 21 | Israele (bandiera)                          | PG    | Oren Sahar            | 2006 | 192 cm |        |  |
| 24 | Stati Uniti (bandiera)                      | G     | Joe Thomasson         | 1993 | 193 cm | 75 kg  |  |
| 32 | Stati Uniti (bandiera)                      | C     | Josh Nebo             | 1997 | 206 cm | 111 kg |  |
| 45 | Israele (bandiera)                          | P     | Tamir Blatt           | 1997 | 183 cm | 82 kg  |  |
| 50 | Stati Uniti (bandiera)                      | A     | Bonzie Colson         | 1996 | 198 cm | 102 kg |  |

| Allenatore |
| - Oded Kattash |
| Assistente/i |
| - Josep Maria Berrocal - Amit Levi - Noam Levi - Guy Pnini Legenda - (C) Capitano - (IN) Inattivo - Infortunato Roster |

## Mercato

### Sessione estiva
| Acquisti | Acquisti           | Acquisti     | Acquisti   | Acquisti |
| R.       | Nome               | da           | Modalità   |          |
| -------- | ------------------ | ------------ | ---------- | -------- |
| P        | Tamir Blatt        | Alba Berlino | svincolato |          |
| GA       | Antonius Cleveland | Hapoel Eilat | svincolato |          |
| AG       | Ben Carter         | Free agent   | svincolato |          |
| AG       | Will Rayman        | Hapoel Haifa | svincolato |          |
| AG       | James Webb         | Valencia     | svincolato |          |
| AC       | Jasiel Rivero      | Valencia     | svincolato |          |

| Cessioni | Cessioni         | Cessioni          | Cessioni       | Cessioni |
| R.       | Nome             | a                 | Modalità       |          |
| -------- | ---------------- | ----------------- | -------------- | -------- |
| P        | Iftah Ziv        | Fundación Granada | fine contratto |          |
| PG       | Jalen Adams      | Türk Telekom      | fine contratto |          |
| G        | Austin Hollins   | Free agent        | fine contratto |          |
| GA       | Darrun Hilliard  | Karşıyaka         | fine contratto |          |
| A        | Guy Pnini        |                   | ritirato       |          |
| AG       | Suleiman Braimoh | Meralco Bolts     | fine contratto |          |
| AG       | Jarell Martin    | Galatasaray       | rescissione    |          |
| AG       | Will Rayman      | Saint-Quentin     | prestito       |          |
| AC       | Alex Poythress   | Olimpia Milano    | fine contratto |          |

### Dopo l'inizio della stagione
| Acquisti | Acquisti      | Acquisti          | Acquisti        | Acquisti   |
| R.       | Nome          | da                | Data            | Modalità   |
| -------- | ------------- | ----------------- | --------------- | ---------- |
| G        | Joe Thomasson | Fundación Granada | 7 febbraio 2023 | svincolato |

| Cessioni | Cessioni   | Cessioni   | Cessioni     | Cessioni       |
| R.       | Nome       | a          | Data         | Modalità       |
| -------- | ---------- | ---------- | ------------ | -------------- |
| AG       | Ben Carter | Free agent | ottobre 2023 | fine contratto |